# Verkhneural'sky (huyện)
Huyện Verkhneural'sky (tiếng Nga: ? райо́н) là một huyện hành chính tự quản (raion), của Tỉnh Chelyabinsk, Nga. Huyện có diện tích 3529 km², dân số thời điểm ngày 1 tháng 1 năm 2000 là 44900 người. Trung tâm của huyện đóng ở Verkhneural'sk.